# Dactylopterus volitans
A Dactylopterus volitans a sugarasúszójú halak (Actinopterygii) osztályának skorpióhal-alakúak (Scorpaeniformes) vagy pikóalakúak (Gasterosteiformes) rendjébe, ezen belül a Dactylopteridae családjába tartozó faj.
Nemének az egyetlen faja.

## Előfordulása
A Dactylopterus volitans előfordulási területe az Atlanti-óceán és a Földközi-tenger part menti részei. A keleti állománya a La Manche csatorna és Angola között található meg. A Földközi-tenger nyugati felén, valamint az Azori- és Madeira-szigetek körül is fellelhető. A nyugati állomány Kanadától és az Amerikai Egyesült Államokbeli Massachusetts államtól kezdve a Mexikói-öblön keresztül, egészen Argentínáig lelhető fel.

## Megjelenése
Ez a hal általában 38 centiméter hosszú, de akár 50 centiméteresre is megnőhet. Testtömege legfeljebb 1,8 kilogramm. Hátúszóján 7 tüske látható. Mellúszói igen nagyok és legyezőalakúak. Ezeken az első 6 sugár külön áll és egy másik pár mellúszót képez. Nincsenek méreg mirigyei.

## Életmódja
Szubtrópusi halfaj, amely egyaránt képes megélni a sós- és brakkvízben is. 1-100 méteres mélységekben él, általában a korallszirtek közelében. A homokos, iszapos vagy törmelékes fenéket kedveli, ahol a táplálékát keresi a mellúszói segítségével. Tápláléka főleg rákok, de kagylók és kisebb halak is.

## Felhasználása
A Dactylopterus volitansnak, csak kismértékű halászata van. Inkább a sporthorgászok halásszák, vagy a városi akváriumoknak gyűjtik be.

## Képek

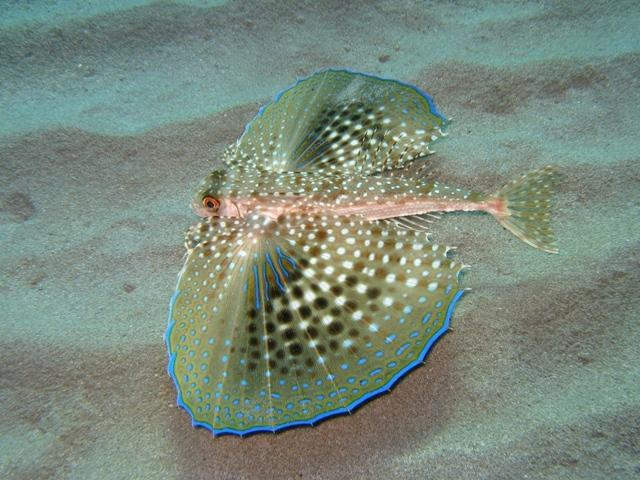
menekülő és
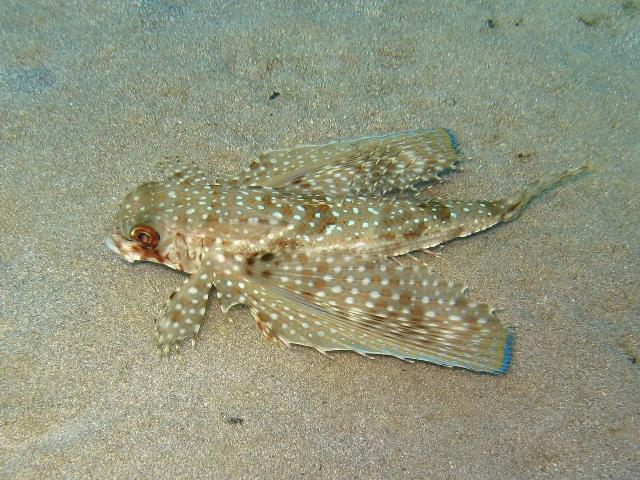
nyugalmi állapotban
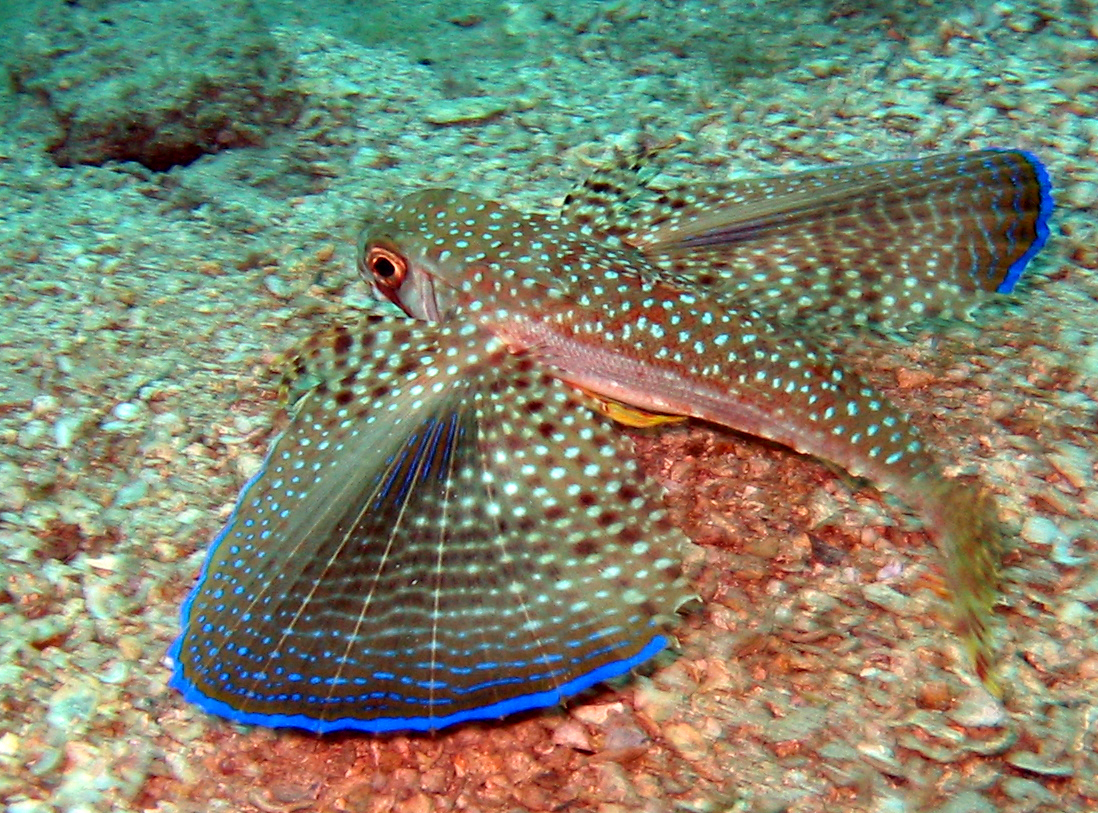
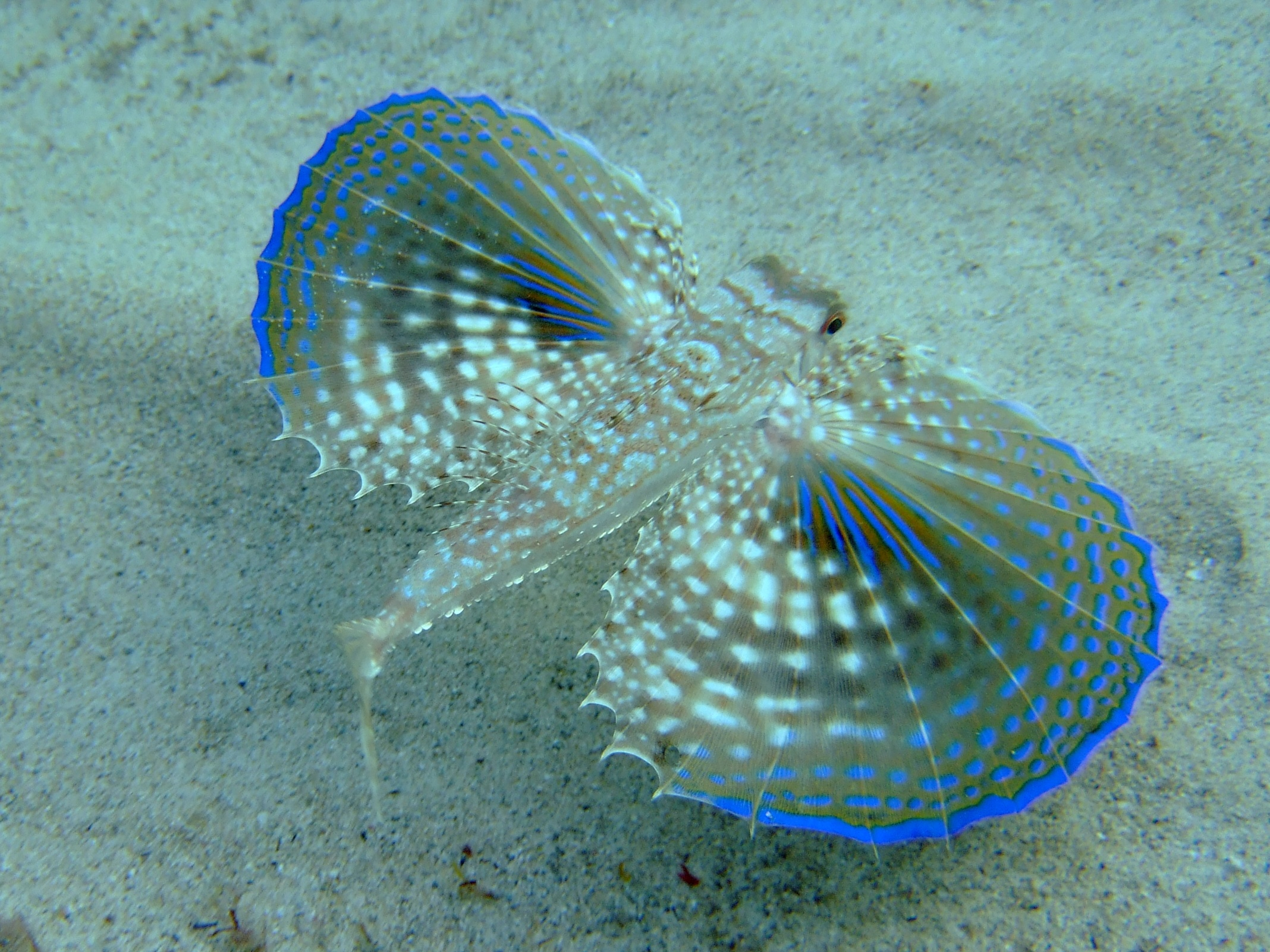
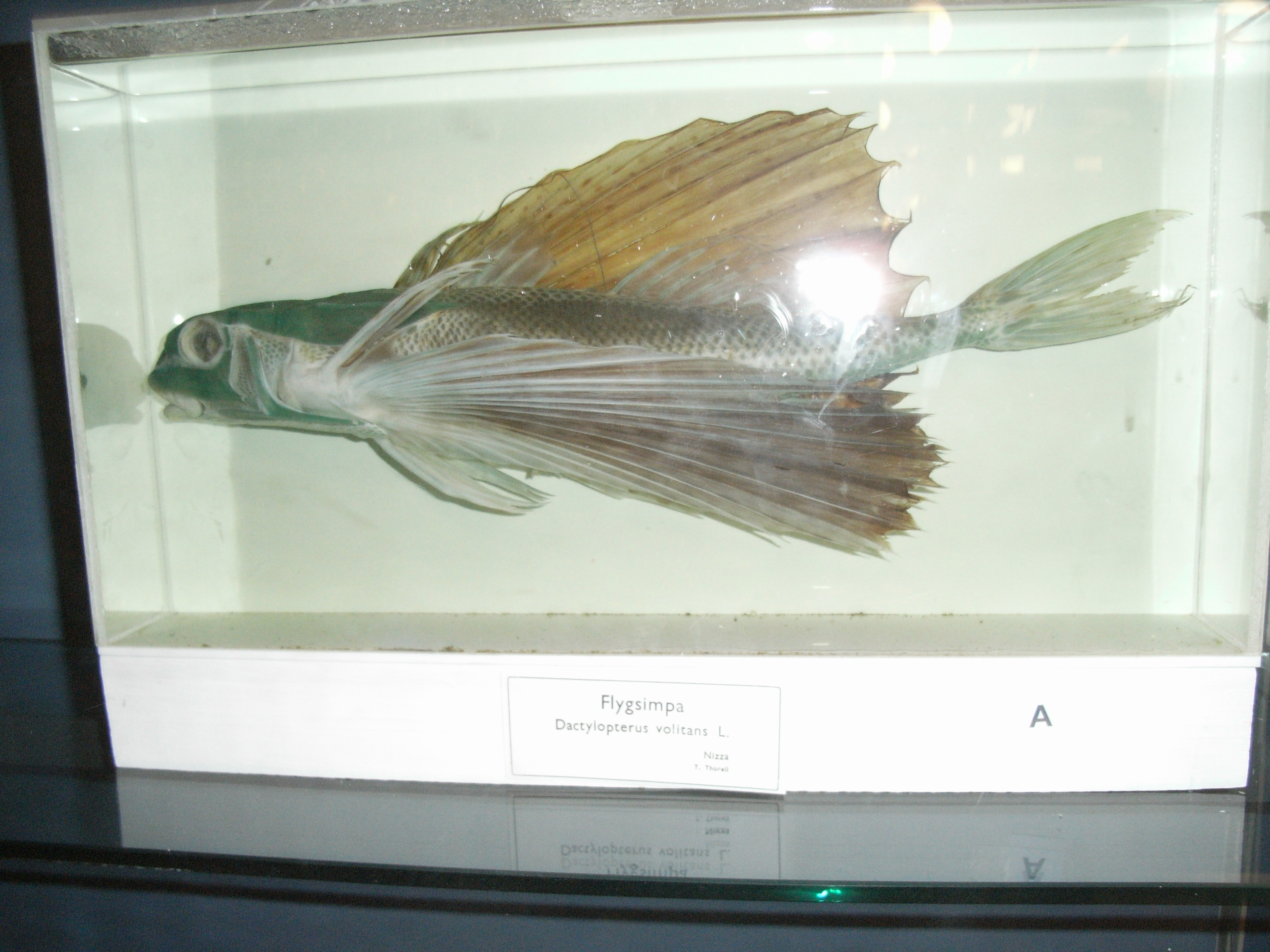
múzeumi
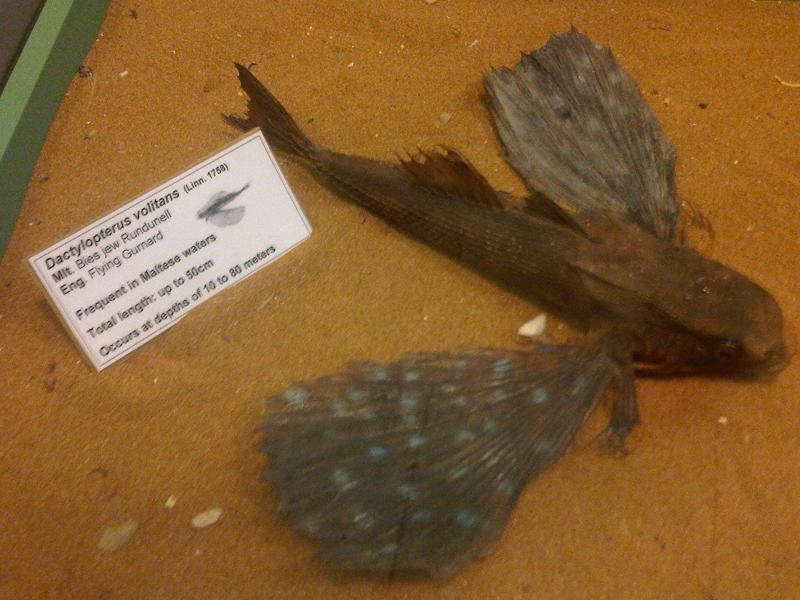
példányok
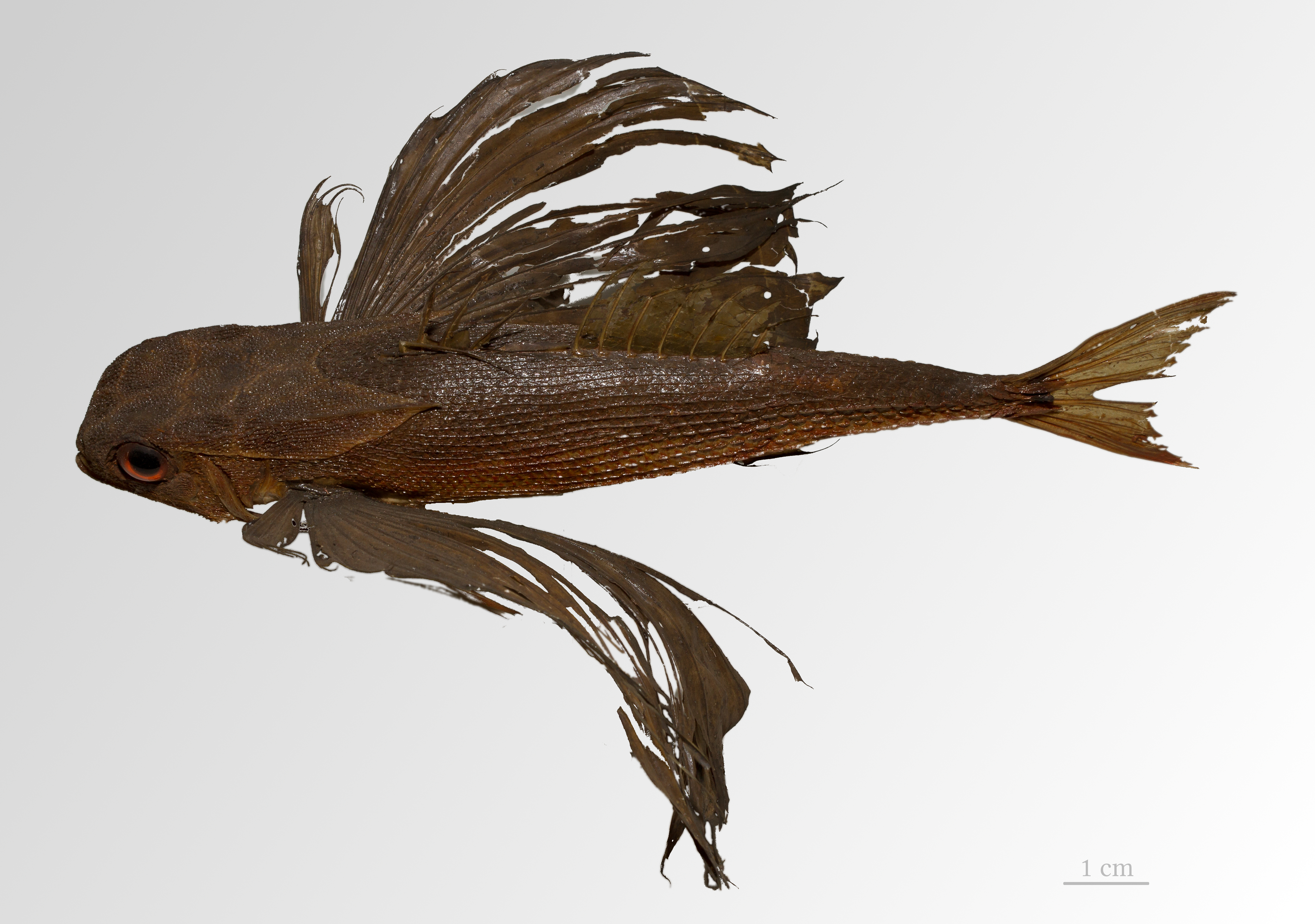
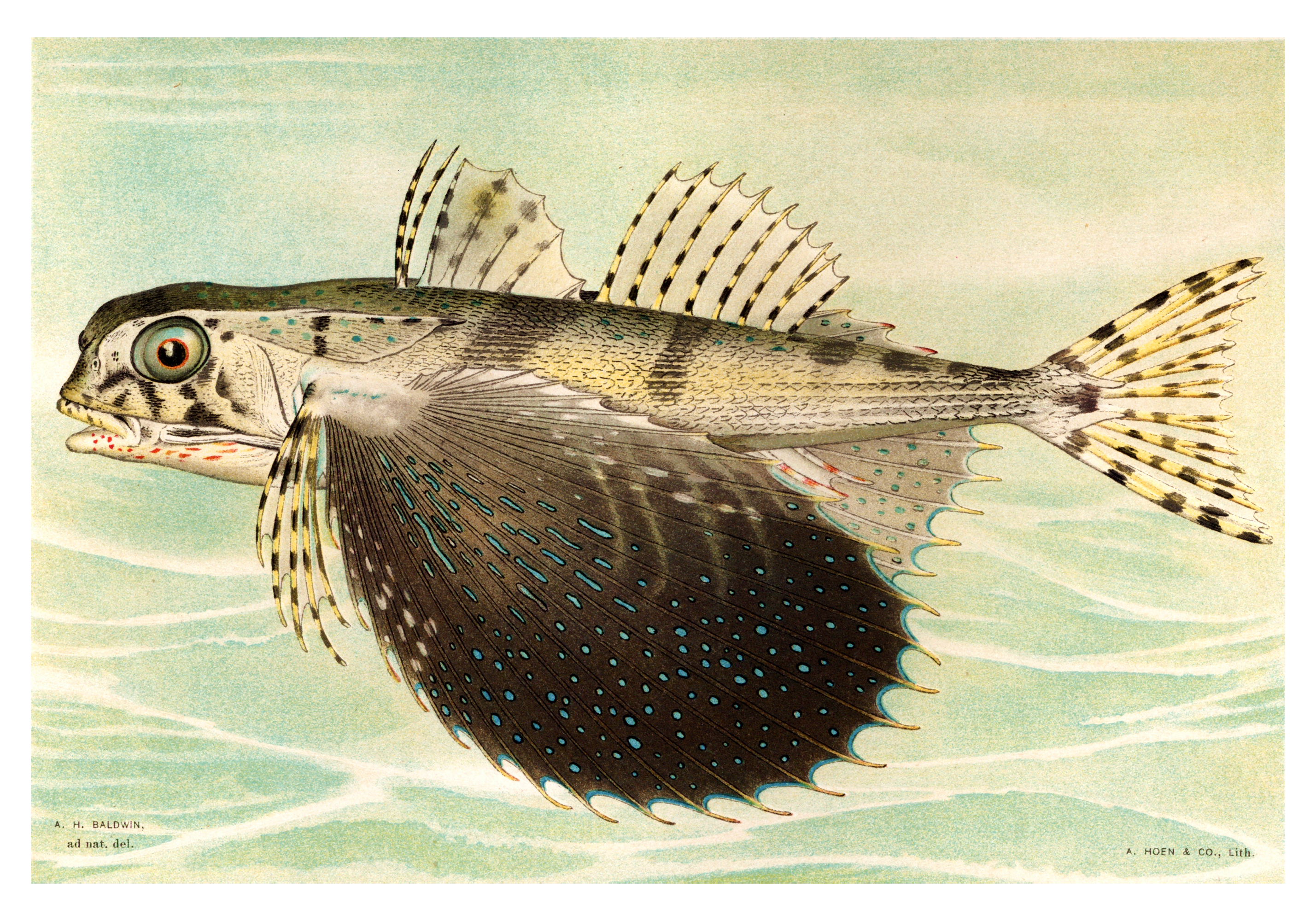
rajz a halról